# Banine
Umm-El-Banine Assadoulaeff (Umm El-Banu Äsâdullayeva, en azéri : Əsədullayeva Ümmülbanu Mirzə qızı), née le 18 décembre 1905 à Bakou, et morte le 23 octobre 1992 à Paris, est une écrivaine française d'ascendance azérie, petite-fille de deux magnats du pétrole, Chamsy Assadoulaeff et Musa Nagieff. 
Elle a écrit sous le pseudonyme de Banine.

## Biographie
Banine, née en 1905 à Bakou, est la quatrième fille de Mirza Assadoulaeff et Umm El-Banu Nagieff.
Banine émigre en France à Paris en 1924 pour rejoindre sa famille, dont son père qui a été ancien ministre du gouvernement de la première et éphémère République d'Azerbaïdjan (décembre 1918 - avril 1920). Elle a fui l'Azerbaïdjan soviétique en passant par Istanbul, où elle a quitté son mari avec lequel elle avait été mariée de force à l'âge de quinze ans.
Arrivée à Paris, elle gagne sa vie comme vendeuse dans un magasin, puis devient modèle de haute couture, tout en poursuivant ses études. Elle commence alors à faire des traductions, du journalisme, prépare des programmes de radio en français. Banine se fait ainsi connaitre dans les cercles littéraires de Paris, en particulier parmi les écrivains émigrés russes qui composaient un groupe soudé de l'élite immigrée. Parmi ses amis on peut citer les philosophes Berdiaev, Chestov, Lossky, les poètes et écrivains Vsevolod Ivanov, Marina Tsvetaeva, Constantin Balmont, Ivan Severianine, Ivan Bounine, Teffy, Remizov, Merejkovski et son épouse, Gippius, Kouprine, Zaitsev, Adamovitch. Dans ses mémoires, Banine met en relief particulièrement Teffy et Ivan Bounine, qui faisaient partie de son cercle d'amis proches.
Ses relations avec le milieu littéraire de l'époque lui font connaître aussi Montherlant, Kazantzákis et Malraux, entre autres, qui l'ont poussée à publier ses écrits.
Banine a été l'amie et l'« ambassadrice de Jünger en France », écrivain rencontré au cours de la Seconde Guerre mondiale à Paris et auquel elle a consacré trois livres.
Elle reçoit le baptême dans la chapelle de l'abbaye bénédictine Sainte-Marie de Paris, rue de la Source, le 23 décembre 1956, à l'âge de 51 ans. Son ouvrage "J'ai choisi l'opium", paru en 1959, tiré de son journal intime, est l'objet de sa quête spirituelle qui, de 1952 à 1956, l'a conduite à la foi catholique, à laquelle elle restera attachée jusqu'à sa mort.
Après son baptême, elle s'engage comme bénévole dans l'accueil des étrangers de toutes conditions sociales, dans le cadre du Secours Catholique, expérience qui est à l'origine de son ouvrage : La France étrangère, paru en 1968.
Banine consacre la fin de sa vie à faire découvrir la culture et l'histoire de l'Azerbaïdjan en France et en Europe. Ses livres les plus connus sont Jours caucasiens et Jours parisiens.
Elle est décédée le 23 octobre 1992 à Paris à l'âge de 86 ans.

## Œuvre
- Nami, Gallimard, 1942.
- Jours caucasiens, Julliard, 1946, Gris Banal, 1986.
- Jours parisiens, Julliard, 1947, Gris Banal, 2003.
- Rencontres avec Ernst Jünger, Julliard, 1951.
- J'ai choisi l'opium, Stock, 1959.
- Après, Stock, 1962.
- La France étrangère, S.O.S Desclée de Brouwer, 1968.
- L'appel de la dernière chance, S.O.S, 1971.
- Portrait d'Ernst Jünger : lettres, textes, rencontres, La Table Ronde, 1971.
- Ernst Jünger aux faces multiples, Lausanne, éditions L'Âge d'Homme, 1989.
- Ce que Marie m’a raconté : le dit de la Servante de Marie, Cahier Bleus, 1991.

Nicole Zand, critique littéraire au Monde, a écrit à propos de Jours caucasiens que ce livre constituait « une belle évocation d'une enfance musulmane dans un Bakou qui sent l'Orient, le naphte ». 
« A l'encontre de certaines personnes dignes, nées dans les familles pauvres, mais "bien", je suis née dans une famille pas "bien" du tout, mais très riche, commence-t-elle crûment. Si riche que ce serait un scandale, n'était le fait déplorable, mais juste, qu'elle a cessé de l'être depuis de longues années déjà. ».
Nicole Zand ajoute encore que J'ai choisi l'opium est « un journal émouvant, empreint de rationalisme et de foi à propos de sa conversion au catholicisme ».